# 4971 Hoshinohiroba
4971 Hoshinohiroba eller 1989 BY är en asteroid i huvudbältet som upptäcktes den 30 januari 1989 av de båda japanska astronomerna Kazuro Watanabe och Tetsuya Fujii vid Kitami-observatoriet. Den är uppkallad efter Hoshi no Hiroba.
Asteroiden har en diameter på ungefär 4 kilometer och den tillhör asteroidgruppen Nysa.